# Violencia política palestina

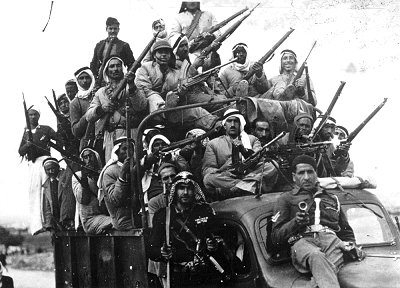
Voluntarios militares árabes en 1947.

La violencia política palestina se refiere a las acciones violentas llevadas a cabo en el contexto del conflicto israelí-palestino por palestinos y sus organizaciones para lograr los objetivos políticos de la causa palestina. Algunas de estas acciones han sido calificadas como actos de terrorismo. Objetivos comunes de la violencia política de los nacionalistas palestinos incluyen la autodeterminación y la soberanía sobre Palestina, o la liberación de Palestina y el reconocimiento de un Estado palestino, ya sea en lugar de Israel y los Territorios Palestinos, o únicamente en los territorios palestinos. Objetivos más limitados incluyen la liberación de prisioneros palestinos o el derecho palestino al retorno. Otras motivaciones incluyen agravios personales, traumas o venganza.
Los grupos palestinos que han estado involucrados en violencia por motivos políticos incluyen la Organización para la Liberación de Palestina (OLP), Fatah, el Frente Popular para la Liberación de Palestina (FPLP), el Frente Popular para la Liberación de Palestina-Comando General (FPLP-GC), el Frente Democrático por la Liberación de Palestina, la Organización Abu Nidal, la Yihad Islámica Palestina y Hamás. Varios de estos grupos son considerados organizaciones terroristas por el gobierno de Estados Unidos, Canadá, el Reino Unido, Japón, Nueva Zelanda y la Unión Europea.
La violencia política palestina se ha dirigido a israelíes, palestinos, libaneses, jordanos, egipcios, estadounidenses, y ciudadanos de otros países. Se han producido ataques tanto dentro de Israel y los territorios palestinos como a nivel internacional y han estado dirigidos tanto a objetivos militares como civiles. Las tácticas han incluido toma de rehenes, secuestro de aviones, secuestro de embarcaciones, lanzamiento de piedras y de armas improvisadas, artefactos explosivos improvisados (IED), tiroteos, ataques con vehículos, coches bomba, ataques suicidas, asesinatos y diversos atentados.
Las estadísticas israelíes afirman que 3500 israelíes han sido asesinados como resultado de la violencia política palestina desde el establecimiento del estado de Israel en 1948. Los atentados suicidas constituyeron el 0,5% de los ataques palestinos contra israelíes en los dos primeros años de la Segunda Intifada, aunque este porcentaje representó la mitad de los israelíes asesinados en ese período. En 2022, la mayoría de los palestinos, el 59%, cree que los ataques armados contra israelíes dentro de Israel son una medida eficaz para poner fin a la ocupación, y el 56% los apoya.